# Nemotelus maculiventris
Nemotelus maculiventris is een vliegensoort uit de familie van de wapenvliegen (Stratiomyidae). De wetenschappelijke naam van de soort is voor het eerst geldig gepubliceerd in 1861 door Bigot.